# Повернення Ґодзілли
«Повернення Ґодзілли» (яп. ゴジラ, Gojira, Ґодзілла) — японський науково-фантастичний фільм-трилер 1984 року, поставлений режисерми Кодзі Хашимото та Р. Дж. Кізер. Це шістнадцятий фільм, в якому з'являється велетенський ящір Ґодзілла. Фільм відкриває другу еру кайдзю-фільмів — Хейсей, в якій ігноруються події усіх попередніх фільмів, окрім найпершого. Фільм вийшов у японський прокат 15 грудня 1984 року, опісля близько 30-ти років після виходу першого фільму.
На відміну від останніх фільмів Сьова у цій стрічці Ґодзілла є негативним персонажем.

## Сюжет
Минуло багато років з моменту першої появи Ґодзілли, і він топить риболовецьке судно, що пропливає повз. Екіпаж не встигає подати сигнал тривоги. Деякий час по тому корабель-привид випадково знаходить журналіст Горо Макі. Обстежуючи судно, він усюди бачить загиблих матросів, а також несподівано стикається з жахливою морською блохою шокіласом. Одного матроса, що вижив, все ж вдається знайти, той запевняє, що бачив велетенське чудовисько. Незабаром відбувається другий нещасний випадок — Ґодзілла нападає на радянський підводний човен. Ця звістка швидко доходить по уряду Японії, існування Ґодзілли вирішено залишити таємницею. Проте незабаром про Ґодзіллу дізнаються СРСР і США. Збирається конгрес, який повинен вирішити ситуацію, що склалася.
Незабаром Ґодзілла нападає на ядерний завод Іхама в Сідзуоці, після чого йде в море за зграєю птахів. Виявилось, що у Ґодзілли є магнетизм. Услід за цим монстр нападає на Токіо. Йому намагаються протистояти армія і новітня зброя Супер X, але армія виявляється безсилою, а Супер Х ламається. Нарешті за порадою одного ученого Ґодзіллу за допомогою магнетизму заманюють в кратер вулкану і чудовисько там зникає.

## Кайдзю
- Ґодзілла
- Шокілас

## У ролях
| • Кен Танака       | … | журналіст Горо Макі            |
| • Ясуко Савагуті   | … | Наоко Окумура                  |
| • Йосуке Нацукі    | … | професор Макото Хаясіда        |
| • Кейдзю Кобаясі   | … | прем'єр-міністр Сейкі Мітамура |
| • Сін Такума       | … | Хіросі Окумура                 |
| • Ейтаро Одзава    | … | міністр фінансів Кандзакі      |
| • Хіроші Коїдзумі  | … | професор Мінамі                |
| • Мідзухо Судзукі  | … | Сеїті Еморі                    |
| • Кемпатіро Сацума | … | Ґодзілла                       |

## Знімальна група
- Автори сценарію — Хідеїті Нагахара, Ліза Томей, Строу Вайзман за сюжетом Томоюкі Танаки «Повернення Ґодзілли»
- Режисери-постановники — Кодзі Хашимото, Р. Дж. Кізер
- Продюсери — Норіо Хаяші, Кійомі Каназава, Тоні Рендел (американська версія)
- Виконавчий продюсер — Томоюкі Танака
- Асоційований продюсер — Фуміо Танака
- Оператор — Кадзутамі Хара
- Композитор — Реїдзіо Короку
- Художник-постановник — Акіра Сакурагі
- Художник по костюмах — Кендзі Кавасакі
- Художник-декоратор — Акіо Таширо
- Артдиректор — Акіра Сакурагі
- Монтаж — Йошитамі Куроїва

## Історія створення[1]
Сценарій фільму був написаний в 1980 році. Спочатку, за задумом творців, Ґодзілла повинен був битися з мега-монстром Баганом і потужною зброєю Супер Х, що відіграє значно меншу роль. Режисером спочатку повинен був стати Ісіро Хонда, одна з головних ролей повинна була дістатися Акіхіко Хірата. Проте актор помер через декілька років, а Хонда був відсторонений від роботи над фільмом. Баган і Супер Х були вилучені зі сценарію, щоб скоротити фінансові внески. У результаті, окрім Ґодзілли, у фільмі є присутньою лише дрібна морська блоха Шокілас (завдовжки 1 м і вагою в 45 кг), що мутувала разом з Ґодзіллою. Супер X все ж з'явився, але йому приділили мало уваги.
Спеціально для фільму був виготовлений новий костюм Ґодзілли, зручніший ніж у попередньому фільмі («Терор Мехаґодзілли»).
У фільмі знімалися радянські актори, їхні ролі не були дубльовані, тому у фільмі чутна російська мова.
Починаючи з цього фільму і до кінця епохи Хейсіцй Ґодзіллу зображував актор Кемпатіро Сацума. Раніше йому діставалися ролі монстрів-антагоністів у фільмах «Ґодзілла проти Хедори», «Ґодзілла проти Гайгана» та «Ґодзілла проти Мегалона».

## Популярність
Фільм транслювався в Гонконзі як «Повернення Ґодзілли». Цю версію фільму купила Велика Британія й вона стала міжнародною.
У 1985 році американці випустили у себе свою версію фільму, в якій деякі сцени були вирізані, а назва звучала як «Ґодзілла 1985». Фільм вийшов у прокаті «New World Pictures». Це єдиний фільм епохи Хейсей, який вийшов у прокат в американських кінотеатрах, фільми, що слідували надалі, показувалися відразу по телебаченню. При цьому «New World Pictures», окрім того, що вони дознімали для американської версії безліч своїх епізодів, вони також перемонтували місцями оригінальний відеоряд, помінявши деякі акценти. Так в японській версії радянська ядерна ракета запускається випадково через замикання в ланцюзі, викликаного атакою Ґодзілли, і радянський генерал гине, даремно намагаючись запобігти запуску. «New World Pictures» перемонтували сцену так, ніби генерал навмисно запускає ракету.
Фільм мав чималий успіх, він зібрав ¥1,7 млрд ($7 млн) в Японії і $4 116 395 в США, завдяки чому окупив свій кошторис в $6, 25 млн.

## Визнання
| Нагороди та номінації фільму «Ґодзілла» | Нагороди та номінації фільму «Ґодзілла» | Нагороди та номінації фільму «Ґодзілла» | Нагороди та номінації фільму «Ґодзілла» | Нагороди та номінації фільму «Ґодзілла» | Нагороди та номінації фільму «Ґодзілла» |
| Рік                                     | Кінофестиваль/кінопремія                | Категорія/нагорода                      | Номінант                                | Результат                               |                                         |
| --------------------------------------- | --------------------------------------- | --------------------------------------- | --------------------------------------- | --------------------------------------- | --------------------------------------- |
| 1986                                    | Премія Японської академії               | Найкращий новачок року                  | Ясуко Савагуті                          | Перемога                                |                                         |
| 1986                                    | Премія Японської академії               | Спеціальна нагорода за спецефекти       | Теруйоші Накано                         | Перемога                                |                                         |